# Гал (марсиански кратер)
Вижте пояснителната страница за други значения на Гал.
Гал (Galle) е кратер на повърхността на Марс, наречен на германския астроном Йохан Готфрид Гал. Има диаметър от 230 km и координати 51,2° ю.ш., 30,9° з.д. За пръв път е фотографиран от орбиталния апарат на сондата Викинг 1.
Кратерът е известен и като „кратера с щастливото лице“, защото на снимките отвисоко формите на повърхността му напомнят стилизирано усмихнато лице (смайли, ☺) – кръг, описан около дъга (устата) и две точки над нея (очите). „Очите“ всъщност са два по-малки кратера, а „устата“ е планинска верига.
На 28 януари 2008 Марс Риконъсънс Орбитър заснема втора подобна формация - друг „усмихнат кратер“, по-малък от Гал, с координати 45,1° ю.ш., 55° з.д. 